# Gymnoscelis ectochloros
Gymnoscelis ectochloros là một loài bướm đêm trong họ Geometridae.